# Góralice
Góralice (Duits: Görlsdorf) is een plaats in het Poolse district  Gryfiński, woiwodschap West-Pommeren. De plaats maakt deel uit van de gemeente Trzcińsko-Zdrój en telt 540 inwoners.